# Naraiivka, Iemilciîne
Naraiivka (în ucraineană Нараївка) este un sat în comuna Kuliși din raionul Iemilciîne, regiunea Jîtomîr, Ucraina.

## Demografie
Componența lingvistică a localității Naraiivka
     Ucraineană (100%)
Conform recensământului din 2001, toată populația localității Naraiivka era vorbitoare de ucraineană (100%).